# 根冠細鋤蛇鰻
根冠細鋤蛇鰻，為輻鰭魚綱鰻鱺目糯鰻亞目蛇鰻科的其中一種，分布於澳洲海域，體長可達35.8公分，棲息在底層水域，屬肉食性，生活習性不明。

## 擴展閱讀
維基物種上的相關：根冠細鋤蛇鰻